# Idaea fuscularia
Idaea fuscularia är en fjärilsart som beskrevs av Turati 1929. Idaea fuscularia ingår i släktet Idaea och familjen mätare. Inga underarter finns listade i Catalogue of Life.